# David Ross Lederman
David Ross Lederman, spesso anche nella grafia alternativa D. Ross Lederman (Lancaster, 12 dicembre 1894 – Hollywood, 24 agosto 1972), è stato un regista statunitense.

## Filmografia parziale

### Cinema
- The Man Hunter (1930)
- Branded (1931)
- The Range Feud (1931)
- Texas Cyclone (1932)
- Daring Danger (1932)
- High Speed (1932)
- Two-Fisted Law (1932)
- State Trooper (1933)
- Red Hot Tires (1935)
- The Frame-Up (1937)
- La rivincita di Tarzan (Tarzan's Revenge) (1938)
- A nord di Shanghai (North of Shanghai) (1939)
- Shadow on the Stairs (1941)
- Passaggio a Hong Kong (Passage from Hong Kong) (1941)
- Adventure in Iraq (1943)
- The Last Ride (1944)
- Dangerous Business (1946)

### Televisione
- The Ranger Rider - serie TV, 7 episodi (1951-1953)
- Le avventure di Gene Autry (The Gene Autry Show) - serie TV, 11 episodi (1951-1954)
- Le avventure di Jet Jackson (Captain Midnight) - serie TV, 19 episodi (1954-1956)
- Annie Oakley - serie TV, 6 episodi (1956)
- State Trooper - serie TV, 5 episodi (1957)
- Shotgun Slade - serie TV, 2 episodi (1959-1960)